# Ledava
Artykuł ten został zgłoszony do umieszczenia na stronie głównej w rubryce „Czy wiesz”.
Pomóż nam go sprawdzić: oceń zgłoszoną nominację.
Ledava (niem.: Limbach, węg.: Lendva) – rzeka w północno-wschodniej Słowenii i południowo-wschodniej Austrii. Ma długość 76 km, średni przepływ 4,1 m³/s i powierzchnie zlewni 1940,4 km²

## Opis rzeki i przebieg
Ledava wypływa jako mały strumień w pobliżu wsi Kapfenstein w austriackiej Styrii i płynie wąską doliną w kierunku południowo-wschodnim, między wzgórzami. Poniżej wsi dolina nieco się rozszerza, a strumień płynie między polami i łąkami, mijając tuż przy granicy austriacko-słoweńskiej, gdzie z lewej strony przyjmuję pierwszy większy dopływ, potok Klavžnik. W tym miejscu charakter doliny całkowicie się zmienia. W okolicach Sotiny dolina ponownie się rozszerza, a Ledava płynie dalej na południe mijając Rogašovec i Sveti Jurij. Przed ujściem do jeziora płynie przez bagniste dno doliny, gdzie z lewej strony wpada dopływ Lukaj, a do jeziora wpada po niemal kilometrowym, niskim nasypie porośniętym bujną roślinnością.
W środkowym biegu rzeka przepływa przez północną część Murskiej Soboty, a przed miastem odgałęzia się od niej kanał rozprężający o długości 7,6 km (zbudowany w latach 1948–1958), mający na celu odprowadzanie nadmiaru wody bezpośrednio do Mury. Rzeka kontynuuje swój bieg przez Turnišče, a od tego punktu dolina staje się coraz bardziej mokradłowa. W Lendawie rzeka zbliża się do wzgórz, a następnie skręca na południowy wschód i tworzy granicę państwową z Węgrami. Ta część równiny jest mokra i porośnięta lasem. Rzeka następnie uchodzi do Mury.
W listopadzie 1925 roku wylew Ledavy spowodował powódź i  szkody. Murska Sobota i okolice zostały zalane w ciągu dwóch godzin.

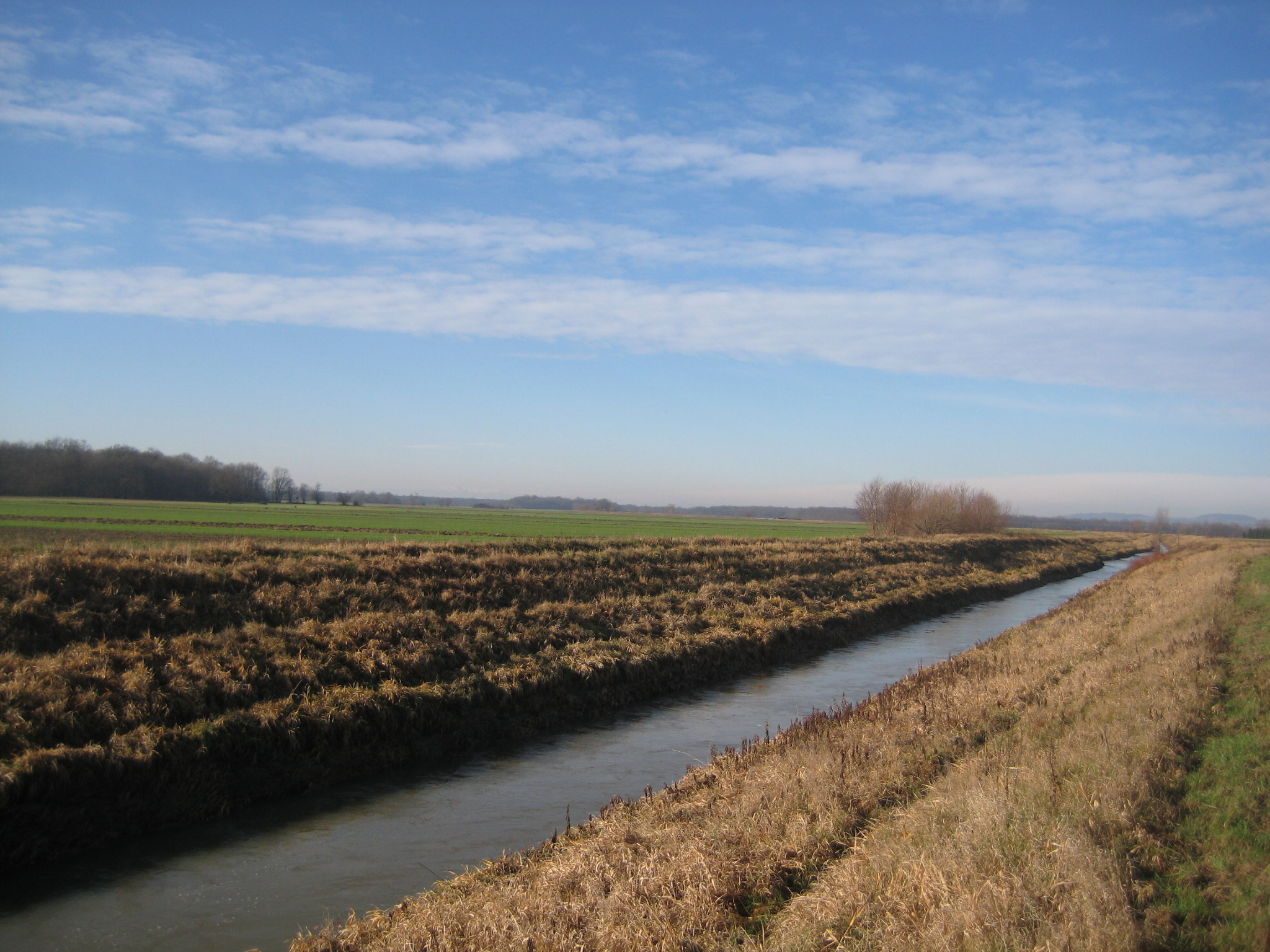
Rzeka w okolicach Polany
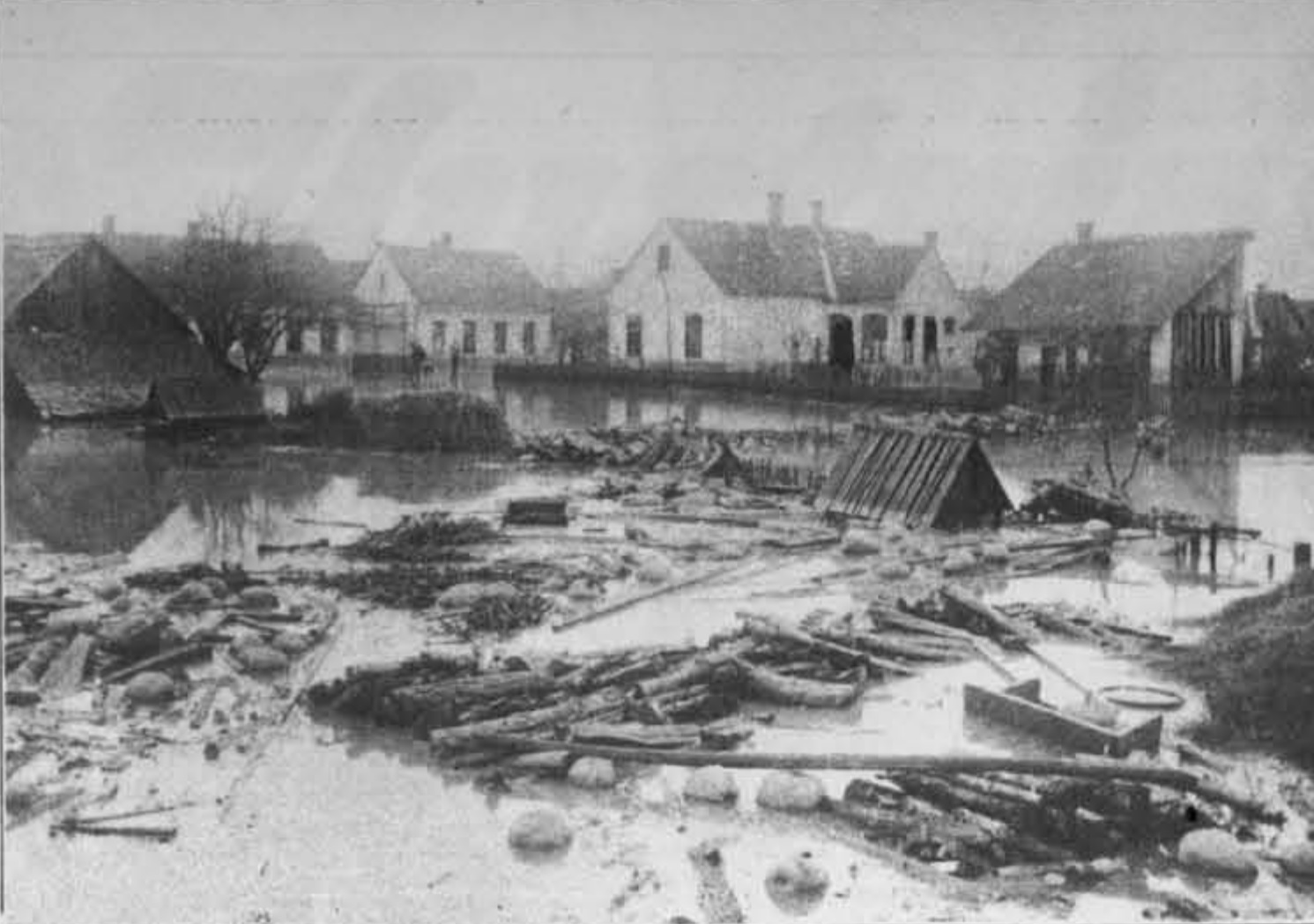
Murska Sobota po powodzi w 1925 roku